# Hans Barth
Hans Barth (n. 13 noiembrie 1934, Jidvei, județul Alba – d. 4 august 2011, Aschaffenburg Germania), sas din Transilvania, a fost un inginer și scriitor de limba germană, originar din România.

## În România
A copilărit în localitatea Bălcaciu, Alba, de unde se trăgea mama sa, deoarece scurt timp după nașterea sa, părinții săi s-au despărțit.
A urmat școala generală la Bălcaciu, apoi Liceul Tehnic mecanic din Mediaș, pe care l-a absolvit în 1954, obținând calificarea de tehnician energetician. Au urmat șapte ani de muncă în industrie și doi ani de serviciu militar în construcții. În anul 1963 s-a angajat la ziarul de limbă germană Neuer Weg, preluând conducerea redacției locale din Brașov.
În anul 1965, la vârsta de 31 de ani, a început să studieze la Institutul Politehnic din Brașov, azi  Universitatea Tehnică din Brașov, cursuri pe care le-a absolvit în 1970, devenind inginer în electromecanică. Lucrarea sa de diplomă, cu tema Convertor de energie magnetohidrodinamic, bazată pe teoria acestui nou domeniu al științei, și mai ales lucrarea practică, o pompă magnetohidrodinamică, de curent trifazat, pentru mercur, a fost foarte apreciată. Acest succes i-a deschis calea spre un doctorat în științe inginerești și spre cariera de profesor universitar.
Din 1971, pe lângă activitatea sa principală de redactor-șef pentru economie, tehnică și știință la săptămânalul brașovean "Karpatenrundschau", a mai exercitat două activități: cea de profesor universitar, cu 12 ore de predare pe săptămână, și cercetător al vieții și operei lui Hermann Oberth, despre care a scris și o serie de cărți. Din 1978 a devenit rector al Universității Populare de limbă germană din Brașov.

## În Germania
În anul 1985, Hans Barth a emigrat în Republica Federală Germania și s-a stabilit, pentru început, la Feucht, în apropiere de Nürnberg, și s-a angajat, timp de un an, la Muzeul Hermann-Oberth din localitate. Această perioadă a reprezentat pentru el o ocazie unică de a cerceta îndeaproape viața și opera acestui pionier al zborurilor în cosmos.
Pentru a-și putea câștiga existența, la vârsta de 52 de ani, a trebuit să ia viața de la capăt, din punct de vedere profesional. Pe 1 mai 1987 a devenit membru fondator și redactor al publicației Mikroelektronik, organul de specialitate al Societății de Microelectronică afiliată Asociației Electrotehnicienilor Germani, pe care a redactat-o mai mult de nouă ani, până la pensionare.
După o lungă și grea suferință, datorată unei boli necruțătoare, a încetat din viață la data de 4 august 2011.

## Scrieri
- Hermann Oberth. Titanul navigației Spațiale, Editura Kriterion, 1975,
- Die Unabdingbarkeit des Raumzeitalters (1977),
- Von Honterus zu Oberth. Bedeutende siebenbürgisch-deutsche Naturwissensschaftler, Techniker und Mediziner (De la Honterus la Oberth. Oameni de știință, tehnicieni și medici reprezentativi de etnie germană din Transilvania) (editor), București (1980),
- Das Raumzeitalter (Epoca spațială), (1981),
- Conrad Haas. Editura Kriterion, Bukarest 1983,
- De la Honterus la Oberth. Studii, Editura Kriterion, colecția Naturaliști, tehnicieni și medici de seamă germani din Transilvania, 1985,
- Wissenschaft der Siebenbürger Sachsen (Știința sașilor transilvăneni). Capitol din lucrarea "Die Siebenbürger Sachsen in den Jahren 1848-1918" (Sașii transilvăneni în anii 1848-1918), Köln. (1988),
- Hermann Oberth. Begründer der Weltraumfahrt (Hermann Oberth. Inițiatorul zborurilor spațiale) Esslingen/München (1991),
- Weltraumtechnik für die Umwelt (Tehnica spațială în sprijinul mediului înconjurător) (1997).

## Distincții
- Hermann-Oberth-Medaille in Gold (1985),
- Ziolkowski-Medaille (1982)
- Honorary Member into the Order of Alexander the Great (1998).